# کاناگاوا ۱۷۶۸۳
سیارک ۱۷۶۸۳ (به انگلیسی: 17683 Kanagawa، نامگذاری:1997AR16) هفده هزار و ششصد و هشتاد و سومین سیارک کشف شده‌است که در ۱۰ ژانویه ۱۹۹۷ کشف شد.
قدر مطلق سیارک برابر ۱۲٫۷۰ است.